# Chaetomium apiculatum
Chaetomium apiculatum är en svampart som beskrevs av Lodha 1964. Chaetomium apiculatum ingår i släktet Chaetomium och familjen Chaetomiaceae.   Inga underarter finns listade i Catalogue of Life.